# Open Inventor
Open Inventor ist eine freie objektorientierte C++-Programmbibliothek zur Erstellung von 3D-Grafiken unter Verwendung von OpenGL.

## Geschichte
Die Programmierung von reinen OpenGL-Anwendungen ist recht zeitintensiv, so dass sich Silicon Graphics 1988/89 entschloss eine Bibliothek zur einfachen Erstellung von 3D-Applikationen zu erstellen. Open Inventor enthält vordefinierte Objekte wie Kugeln, Zylinder, Facesets. etc. und ist relativ einfach um eigene Objekte zu erweitern. Die Objekte werden in einem Szenengraph abgelegt und dann über OpenGL gerendert.
Open Inventor wird trotz seines Alters immer noch in technischen, medizinischen und wissenschaftlichen Anwendungen verwendet.
Von Silicon Graphics, Inc. (SGI) entwickelt wurde es 2000 unter der GNU Lesser General Public License freigegeben.
Die Bibliothek wird von Silicon Graphics Incorporation als GPL-Version und FEI Company, sowohl als kommerzielle als auch als GPL-Version, unter dem ursprünglichen Namen Open Inventor angeboten. Zudem existiert vom Unternehmen Systems in Motion (heutiger Name Kongsberg SIM) ein Clone namens Coin3D, welcher zu 100 % kompatibel mit dem Original ist. Dokumentationen, Codebeispiele und Bücher über Open Inventor können auch für Coin3D verwendet werden.
Das durch Inventor verwendete Field-Routing beeinflusste die Struktur von 3D-Anwendungen nachhaltig und stellt bei Virtual-Reality-Anwendungen bis heute einen De-facto-Standard dar. So wurde das zugrunde liegende Design Pattern z. B. in InTml, Lightning und Avocado implementiert.